# Sneakmart
 (avril 2022).
Sneakmart est une plateforme communautaire dédiée au streetwear disponible sous forme d'application mobile et fondée en 2016.
L'entreprise française permet à ses membres de prendre part à une communauté d'utilisateurs passionnés ou amateurs de sneakers et de street-culture de manière plus globale. Les membres peuvent créer du contenu ou échanger avec la communauté, un peu à la manière d'un réseau social. Ils peuvent aussi acheter et vendre sur le marché en ligne de l'application (marketplace), du streetwear neuf ou d'occasion.

## Histoire
À l'âge de 12 ans (soit vers 2012), Anthony Debrant, le propriétaire du site, commence à collectionner des sneakers, les acheter mais aussi les revendre. Quelques années plus tard, le 10 septembre 2016 alors qu'il est âgé de 17 ans il décide de créer Sneakmart, une application mobile sur laquelle les utilisateurs pourraient acheter et vendre des paires de chaussures entre particuliers (un peu à la manière de Ebay),,. À cette époque les entreprises spécialisées dans les sneakers comme StockX ou Goat n'existent pas encore.
Le jeune fondateur s'associera au cours des années avec Paul Nizet, un ami d'enfance prenant le rôle de cofondateur et CTO pour la suite du développement[réf. nécessaire]. En janvier 2021, ils décident de commercialiser une nouvelle application mobile, toujours sous le nom de Sneakmart mais avec un concept différent, celui de créer une communauté d'amateurs de Streetwear. Plus récemment[Quand ?], l'entreprise a décidé de s'ouvrir aux NFT (jetons non fongibles) avec Metakicks afin de créer des paires de sneakers digitales associées à des paires physiques,,,.